# Valeriano Nchama
Jesús Valeriano Nchama Oyono (Malabo, 18 de junio de 1995) es un futbolista ecuatoguineano que juega como centrocampista en la A. C. Pavia 1911 de la Serie D de Italia y en la selección ecuatoguineana.

## Trayectoria
El 9 de agosto de 2025, firmó por la A. C. Pavia 1911.